# Cœuvres-et-Valsery
Cœuvres-et-Valsery és un municipi francès situat al departament de l'Aisne i a la regió dels Alts de França. L'any 2007 tenia 468 habitants.

## Demografia

### Població
El 2007 la població de fet de Cœuvres-et-Valsery era de 468 persones. Hi havia 136 famílies de les quals 32 eren unipersonals (24 homes vivint sols i 8 dones vivint soles), 48 parelles sense fills, 48 parelles amb fills i 8 famílies monoparentals amb fills.
La població ha evolucionat segons el següent gràfic:
Habitants censats

### Habitatges
El 2007 hi havia 165 habitatges, 138 eren l'habitatge principal de la família, 20 eren segones residències i 7 estaven desocupats. 154 eren cases i 5 eren apartaments. Dels 138 habitatges principals, 105 estaven ocupats pels seus propietaris, 32 estaven llogats i ocupats pels llogaters i 1 estava cedit a títol gratuït; 3 tenien dues cambres, 29 en tenien tres, 30 en tenien quatre i 76 en tenien cinc o més. 88 habitatges disposaven pel capbaix d'una plaça de pàrquing. A 67 habitatges hi havia un automòbil i a 56 n'hi havia dos o més.

### Piràmide de població
La piràmide de població per edats i sexe el 2009 era:
| Homes | Edats   | Dones |
| ----- | ------- | ----- |
| 0     | 95 o +  | 0     |
| 4     | 90 a 94 | 24    |
| 4     | 85 a 89 | 12    |
| 0     | 80 a 84 | 4     |
| 12    | 75 a 79 | 12    |
| 12    | 70 a 74 | 8     |
| 12    | 65 a 69 | 16    |
| 12    | 60 a 64 | 12    |
| 8     | 55 a 59 | 12    |
| 8     | 50 a 54 | 8     |
| 16    | 45 a 49 | 12    |
| 12    | 40 a 44 | 0     |
| 4     | 35 a 39 | 12    |
| 12    | 30 a 34 | 16    |
| 8     | 25 a 29 | 16    |
| 12    | 20 a 24 | 8     |
| 8     | 15 a 19 | 20    |
| 16    | 10 a 14 | 8     |
| 12    | 5 a 9   | 12    |
| 16    | 0 a 4   | 12    |

## Economia
El 2007 la població en edat de treballar era de 225 persones, 156 eren actives i 69 eren inactives. De les 156 persones actives 139 estaven ocupades (75 homes i 64 dones) i 17 estaven aturades (8 homes i 9 dones). De les 69 persones inactives 21 estaven jubilades, 19 estaven estudiant i 29 estaven classificades com a «altres inactius».

### Ingressos
El 2009 a Cœuvres-et-Valsery hi havia 138 unitats fiscals que integraven 366 persones, la mediana anual d'ingressos fiscals per persona era de 16.844 €.

### Activitats econòmiques
Dels 7 establiments que hi havia el 2007, 1 era d'una empresa alimentària, 1 d'una empresa de comerç i reparació d'automòbils, 1 d'una empresa d'hostatgeria i restauració, 1 d'una empresa financera, 1 d'una empresa de serveis i 2 d'entitats de l'administració pública.
Dels 2 establiments comercials que hi havia el 2009, 1 era una botiga de menys de 120 m² i 1 una peixateria.
L'any 2000 a Cœuvres-et-Valsery hi havia 5 explotacions agrícoles que ocupaven un total de 650 hectàrees.

## Equipaments sanitaris i escolars
El 2009 hi havia una escola elemental.

## Poblacions més properes
El següent diagrama mostra les poblacions més properes.